# تخینوالی (ازورگتی)
تخینوالی (گرجی: თხინვალი) یک روستا در شهرداری ازورگتی ناحیه گوریا در غرب گرجستان است.